# Skupinová dynamika
Skupinová dynamika je souhrnný název pro procesy, které mají vliv na skupinové dění. Je složena z mnoha prvků, které se neustále mění a navzájem ovlivňují. Poprvé s tímto pojmem přišel v roce 1943 Kurt Lewin.

## Prvky skupinové dynamiky
- Cíle a normy – Každá skupina lidí, která je alespoň krátký čas spolu, si vytvoří určité cíle, kterých chce dosáhnout. Cíle samozřejmě nemusí být jednotné, nicméně shoda alespoň na těch základních je potřebná ke správné funkci skupiny. Rozdílné cíle členů skupiny téměř nutně znamenají konflikty. Pomoci k dosažení cílů pomáhají skupinové normy, které určují, jaké chování je nebo není ve skupinách vhodné.
- Vedení a motivace – Na základě cílů a norem je skupina nějakým způsobem vedena či řízena. Aby členové skupiny měli zájem na dosažení cílů a dodržování norem, je potřebná motivace, která by měla vycházet z jejich individuálních motivů (členství ve skupině). Souvisí se styly řízení.
- Interakce a komunikace – je „nejviditelnější“ část skupinové dynamiky. Na základě verbální komunikace i neverbální komunikace se mohou výrazně měnit ostatní prvky. Sem patří i způsoby řešení konfliktů.
- Struktura skupiny a role jejich členů – Každá skupina je nějak rozdělena, má odlišnou strukturu vedení, jiný počet členů, „vypadá“ jinak formálně a jinak neformálně. Může a nemusí mít podskupiny, které mohou mít odlišné cíle. Každý člen skupiny má současně svou pozici ve skupině (soubor pravomocí a povinností) a také svou roli, ke které inklinuje (koordinátor, inovátor apod.).
- Fáze vývoje skupiny – Každá skupina prochází během své existence několika stadii, která mají vliv na výkon skupiny a vztahy mezi členy. Fáze se anglicky nazývají forming, storming, norming a performing.
- Atmosféra ve skupině – „dobré“ vztahy ve skupině, vykání/tykání, humor apod.

## Faktory rychlosti vývoje skupiny
- plánovaná doba trvání skupiny nebo týmu (dlouhodoběji trvající skupiny mají dynamiku pomalejší)

- množství společných zážitků

- závažnost práce, míra stresu

- dosavadní zkušenosti členů skupiny